# لیلا سیار
لیلا سیار (ترکی استانبولی: Leyla Sayar; ۲۷ دسامبر ۱۹۳۹ – ۲۲ ژوئیهٔ ۲۰۱۶) هنرپیشه اهل ترکیه بود. وی بین سال‌های ۱۹۵۷ تا ۱۹۷۶ میلادی فعالیت می‌کرد.